# Rockdale (Illinois)
Pour les articles homonymes, voir Rockdale.
Rockdale est un village situé au centre du comté de Will,  dans l'Illinois, aux États-Unis,. Il est incorporé le 19 mars 1903.

## Démographie
Lors du recensement de 2010, le village comptait une population de 1 976 habitants. Elle est estimée, en 2016, à 1 941 habitants.

## Service d'Urgence
Les services d'extinction d'incendie du village sont exploités par le district de protection contre les incendies de Rockdale.

### Source de la traduction
- (en) Cet article est partiellement ou en totalité issu de l’article de Wikipédia en anglais intitulé « Rockdale, Illinois » (voir la liste des auteurs).